# Acanthermia subclara
Acanthermia subclara là một loài bướm đêm trong họ Noctuidae.